# 樂天二軍
海沃Home Run二軍為中華職棒樂天桃猿的二軍球團，總教練是曾豪駒。

## 簡介
2011年，La New熊的一軍球隊改名為Lamigo桃猿，而二軍球隊則維持舊名La New熊，形成首支一二軍使用不同名稱與吉祥物的中華職棒球隊。2019年底，Lamigo桃猿轉賣給樂天株式會社，二軍更名為「樂天桃猿二軍」。
由於La New二軍為台灣棒球實施代訓制度後第一支由單一球隊自行建立的二軍球隊，故不少球迷認為La New二軍為台灣第一支職棒二軍球隊；事實上統一獅於中華職棒元年（1990年）即有二軍的存在，因此第一支二軍球隊為統一二軍，但當時尚無二軍的比賽。
2023年，樂天二軍獲得房地產代銷公司「海沃創意行銷」贊助，將球隊冠名為「海沃Home Run二軍」，成為中職首支獲得冠名的二軍球隊。

## 特殊事蹟
- 職棒16年（2005年）代訓對抗賽（單一球季）例行賽冠軍
- 職棒17年（2006年）代訓對抗賽（單一球季）例行賽冠軍
- 職棒18年（2007年）代訓對抗賽（單一球季）例行賽冠軍
- 職棒18年（2007年）業餘交流賽年度總冠軍
- 職棒19年（2008年）代訓對抗賽（單一球季）例行賽冠軍
- 職棒20年（2009年）二軍年度總冠軍
- 職棒22年（2011年）二軍年度總冠軍
- 職棒26年（2015年）二軍年度總冠軍
- 職棒34年（2023年）台灣未來之星棒球邀請賽總冠軍

## 外部連結
- 樂天二軍在台灣棒球維基館上的頁面（繁體中文）